# Reedukacja (album)
Reedukacja – ósmy album studyjny polskiej grupy muzycznej Slums Attack. Płyta ukazała się 5 marca 2011 roku nakładem wytwórni muzycznej Fonografika.
Jest to zbiór 18 premierowych utworów nagranych w poznańskim studiu La Bomba. Wszystkie utwory wyprodukował DJ Decks, miksowanie wykonał duet White House. Z kolei mastering wykonał Marcin Cichy znany z formacji Skalpel; autorem tekstów wszystkich utworów bez featuringu jest Peja. Gościnnie w nagraniach wzięli udział: Paluch, RY 23, Kali, Gandi Ganda, Śliwa, Kubiszew, Medi Top Glon, K8, Clasho & 3Credits, Flakco, Kobra, O.S.T.R. oraz członek Gang Starr Foundation – Jeru the Damaja. 
Album Reedukacja jest odświeżeniem działalności zespołu Slums Attack, po pięcioletniej przerwie, podczas której lider zespołu wydawał pozycje solowe, takie jak Na serio czy Styl życia G’N.O.J.A.. Album osiągnął 2. miejsce na liście przedsprzedaży TOP 50 sprzedaży Empiku. Płyta zadebiutowała na 1. miejscu listy OLiS w Polsce.
Album został wyróżniony tytułem „Polska Płyta Roku 2011” w plebiscycie WuDoo i Hip-hop.pl zdobywając największą łączną liczbę głosów słuchaczy audycji i czytelników portalu. Utwór „Oddałbym” pochodzący z tego krążka uhonorowano tytułem Polskiego Singla Roku 2011, a sam zespół został wybrany Polskim Wykonawcą Roku 2011.
Według informacji opublikowanych na oficjalnej stronie internetowej Slums Attack album uzyskał status platynowej płyty w pięć dni od jej premiery sprzedając się w nakładzie 30 000 egzemplarzy.
7 listopada 2011 r. odbyła się premiera dwupłytowej wersji albumu Reedukacja. Drugi nośnik zawiera podkłady muzyczne wszystkich utworów znajdujących się pierwszej płycie. Zmieniona została także poligrafia płyty.

## Lista utworów
Opracowano na podstawie źródła
1. „RE – Intro” – 1:35
2. „Dobry rok” – 3:38
3. „Reedukacja” – 4:17
4. „Dzieci gorszego boga” – 3:39
5. „RAP dla kobiet” – 3:43
6. „Rolling Stone” – 4:01
7. „Chcesz?” (gościnnie: Paluch) – 3:49
8. „REHAB” (gościnnie: Kali) – 3:53
9. „Głos Wielkopolski” (gościnnie: RY 23, Paluch, Śliwa, Kubiszew, Kobra, Gandi Ganda, Medi Top Glon) – 7:15
10. „Kto ma renomę” – 4:04
11. „HSMTO” – 3:49
12. „Oddałbym” (gościnnie: O.S.T.R., Jeru the Damaja) – 4:14[A]
13. „Nietakt” (gościnnie: K8) – 4:40
14. „Jeżycka klasyka” – 3:31
15. „Dura Sex” – 2:43
16. „Życie jest hajem” – 3:42
17. „Subliminale (To nie prawda)” (gościnnie: Flakco, Clasho & 3 Credits) – 4:45
18. „PS. (Phil Spector)” – 3:43[B]
19. „Piętnastak” (bonusowy utwór) – 4:16
20. „Poznańczyk” (bonusowy utwór) – 3:12

Notatki
- A^ W utworze wykorzystano sample z piosenek „Paint It Black” w wykonaniu Johnny’ego Harrisa i „Claudia” Arturo Sandovala i Paquito D'Rivery[19].
- B^ W utworze wykorzystano sample z piosenki „Tryin' to Get the Feeling Again” w wykonaniu Barry’ego Manilowa[19].